# بورخة (مرقد الضباب)
بورخة هو دُوَّار يقع بجماعة تطفت، إقليم العرائش، جهة طنجة تطوان الحسيمة في المملكة المغربية. ينتمي الدوّار لمشيخة مرقد الضباب التي تضم 13 دوار. يقدر عدد سكانه بـ 466 نسمة حسب الإحصاء الرسمي للسكان والسكنى لسنة 2004.

## روابط خارجية
- البوابة الوطنية للجماعات الترابية نسخة محفوظة 12 مارس 2018 على موقع واي باك مشين.
- المندوبية السامية للتخطيط